# Chế Ma Na
Chế Ma Na (tiếng Phạn: जय इन्द्रवर्मन् ४, Indravarman IV, tiếng Trung: 闍耶因陀羅跋摩二世, trị vì: 1080 - 1081, 1086 - 1113) là một vị vua Champa của triều đại thứ chín. Trong thời trị vì của mình, ông đã cố gắng giành lại ba châu mà Champa dâng cho Đại Việt ngày trước, song không thành công.

## Trị vì
Chế Ma Na kế nhiệm người tiền nhiệm là Jaya Harivarman IV vào năm 1080. Sang năm sau, chú ông là Jaya Paramabhodhisatvavarman cướp ngôi. Đến năm 1086, Chế Ma Na đã thành công trong việc lật đổ người chú và giành lại ngôi vị.

### Quan hệ với nhà Tống và Đại Việt
Vào năm 1086, ông sai sứ thần đến mang cống vật cho triều đình Đại Cồ Việt. Cùng năm đó, một sứ thần khác được sai mang cống vật cho nhà Tống. Sau đó vào năm 1091, ông đã quyết định ngừng cống nạp cho Đại Việt, khiến cho quan hệ giữa hai nước dần trở nên xấu đi. Từ các tài liệu Trung Hoa đương thời, các sứ giả Đại Việt và Chăm Pa trong các bữa tiệc tại triều đình Tống bắt đầu ngồi xuống ở hai đầu khác nhau của bàn tiệc. Năm 1092, Chế Ma Na yêu cầu nhà Tống hợp tác với mình để tấn công Đại Việt, song bị Tống Triết Tông từ chối, do Trung Hoa đang phải đối mặt với những cuộc độc kích của tộc Đảng Hạng ở phương bắc. Năm 1094, Lý Nhân Tông đã sai Hàn Lâm học sĩ Mạc Hiển Tích đến để thúc giục Champa bày tỏ sự thần phục đối với Đại Việt. Chế Ma Na tiếp tục cống tiến triều Lý vào các năm 1095, 1097, 1098, 1099 và 1102.

### Chiến tranh với Đại Việt
Tháng 10, năm 1103, người Diễn Châu là Lý Giác mưu làm phản. Giác trước học được thuật lạ, có thể biến cây cỏ làm người, bèn chiêu tập những kẻ vô lại chiếm cứ châu ấy, đắp thành làm loạn. Việc tâu lên, vua sai Thái úy Lý Thường Kiệt đi đánh. Giác thua trốn sang Chiêm Thành, tâu với Chế Ma Na thông tin nội bộ của nhà Lý, dư đảng đều bị dẹp yên. Lợi dụng điều đó, Chế Ma Na cử quân qua đánh phá biên giới, muốn đòi lại 3 châu (Địa Lý, Ma Linh, Bố Chính) mà Chế Củ trước đây đã dâng cho Lý Thánh Tông. Thường Kiệt đánh thắng được, Chế Ma Na trao trả lại và xin thuần phục như cũ.
Kể từ khi nước Chăm Pa thần phục, các nước phía nam Đại Việt đều về triều cống như trước. Chế Ma Na tiếp tục tiến cống Đại Việt vào các năm 1105, 1106, 1108, 1110 và 1111.